# Шляпін Юрій Олександрович
Шляпін Юрій Олександрович (11 січня 1932 — 8 липня 2009) — радянський ватерполіст.
Бронзовий призер Олімпійських Ігор 1956 року, учасник 1952 року.